# Alepes djedaba
 Alepes djedaba és una espècie de peix de la família dels caràngids i de l'ordre dels perciformes.

## Morfologia
Els mascles poden assolir els 40 cm de longitud total.

## Distribució geogràfica
Es troba des del Mar Roig i l'Àfrica oriental fins a les Hawaii, Japó i Austràlia. S'ha establert a la Mediterrània oriental a través del Canal de Suez.